# Massal
Massal (en persan : ماسال Mâsâl) est la capitale de la préfecture de Massal, dans la province de Guilan, en Iran.